# Orthobula zhangmuensis
Orthobula zhangmuensis är en spindelart som beskrevs av Hu och Li 1987. Orthobula zhangmuensis ingår i släktet Orthobula och familjen flinkspindlar. Inga underarter finns listade i Catalogue of Life.